# Óngerbrögker kapel
De Óngerbrögker kapel is een kapel in Hunsel in de Nederlandse gemeente Leudal. De kapel staat aan de Jacobusstraat in een hoek van een bosgebiedje ten zuiden van het dorp en ten oosten van buurtschap Smidstraat.
De kapel is gewijd aan de heilige Maria.

## Geschiedenis
Rond 1815 werd de kapel gebouwd en behoorde toen tot de boerderij Hongerbrugge. In 1975 werd de kapel na 160 gestaan te hebben clandestien gesloopt.
In 2005 werd de kapel herbouwd. De naam verwijst naar de hoeve Óngerbrögk die duidt op het zich benedenstrooms van de brug bevinden.

## Gebouw
De bakstenen kapel staat op een rechthoekig plattegrond en wordt gedekt door een verzonken zadeldak met pannen. De frontgevel en achtergevel zijn een tuitgevel met schouderstukken met op de top van de frontgevel een kruis. In de frontgevel bevindt zich de rechthoekige toegang van de kapel die wordt afgesloten met een deur.
Van binnen is de kapel wit gepleisterd. In de achterwand is een nis aangebracht waarin het Mariabeeldje staat.